# Negocio electrónico
Negocio electrónico o e-business, (acrónimo del idioma inglés electronic y business), se refiere al conjunto de actividades y prácticas de gestión empresariales resultantes de la incorporación a los negocios de las tecnologías de la información y la comunicación (TIC) generales y particularmente de Internet, así como a la nueva configuración descentralizada de las organizaciones y su adaptación a las características de la nueva economía. El e-business, que surgió a mediados de la década de los años 1990, ha supuesto un notable cambio en el enfoque tradicional del capital y del trabajo, pilares fundamentales de la empresa, y en sus prácticas productivas y organizacionales. Las actividades que ponen en contacto clientes, proveedores y socios como la mercadotecnia y ventas, la producción y logística, gestión y finanzas tienen lugar en el e-business dentro de redes informáticas que permiten a su vez una descentralización en líneas de negocio. El e-business es un concepto general que abarca a su vez términos particulares como el e-commerce, con el que a veces es confundido, e-payment, e-logistics, front-and-back-office entre otros, y que comprende el uso de tecnologías EDI, CRM o ERP, así como la adopción de formas o modelos de negocio en red como B2B o B2C, y su integración mediante nuevas actividades estratégicas como Business Intelligence o Knowledge Management.